# Cesare Adelmare
Cesare Adelmare, mort en 1569, a été le médecin des reines Mary Ire et Elizabeth Ire d'Angleterre. D'origine italienne, son prénom est anglicisé en Caesar (César) et son patronyme se retrouve sous des formes telles que Dalmariis, Dalmare et Adelmari.

Ses descendants ont adopté Cesare ‒ le nom qu'on lui donnait à la cour ‒ comme patronyme.

## Biographie
Cesare Adelmare, diplômé en arts et en médecine à l'Université de Padoue, a émigré en Angleterre, vraisemblablement autour de 1550, et a commencé à exercer à Londres en tant que médecin. Le 20 avril 1554, « César A Dalmariis » fut « condamné à une amende parce qu'il pratiquait la médecine contre la loi du royaume ». Quelques jours plus tard, le 27 avril 1554, il fut élu membre, puis censeur l'année suivante, du Collège des médecins.

## Famille
Son père, Pietro Maria Adelmare, était juriste et citoyen de Trévise. Sa mère, Paola Cesarini, était peut-être apparentée au cardinal Giuliano Cesarini.
Cesare Adelmare a épousé une Margaret Perient (ou Perrin). 
Beaucoup de leurs enfants ont eu des carrières prestigieuses :
- Sir Jules César (1557/1558 - 18 avril 1636), juge et homme d'État, est né à Tottenham en 1557-1558 et baptisé dans l'église de St. Dunstan's-in-the-East en février de la même année
- Sir Thomas Caesar (1561-18 juillet 1610), baron de l'Échiquier
- Charles (1561–?), soldat
- William, marchand actif en Méditerranée entre 1586 et 1591, lorsqu'il disparut après un naufrage.
- Henry Caesar D.D. (1564-27 juin 1636) fut doyen d'Ely
- Margaret a épousé Nicholas Wright de Gray's Inn
- Anne a épousé Damian Peck de Gray's Inn
- Elizabeth a épousé John Hunt, membre de Doctors' Commons

Après le décès de Cesare Aldemare, sa veuve s'est remariée avec Michael Lok, marchand et explorateur anglais qui aurait inspiré le personnage de Shylock dans Le marchand de Venise, de William Shakespeare.

## Portrait
Il existe un portrait de Cesare Adelmare, attribué au peintre allemand Gerlach Flicke. Ce portrait, qui se trouvait en 1911 dans la collection du capitaine Cottrell-Dormer de Rousham, contient le texte : 

« Aet. suae 39. A0 Dm. 1558

Post Tempestatem Tranquillitas.

Caesar Adelmar ...

Descended from . . .

Count of Genoa and . . .

of France. A.D. 800 . . .

Reigne of Charle . . . »